# 2859 Паґаніні
2859 Паґаніні або 2859 Паганіні (2859 Paganini) — астероїд головного поясу, відкритий 5 вересня 1978 року.
Тіссеранів параметр щодо Юпітера — 3,625.
Астероїд отримав назву на честь Ніколо Паганіні.